# Aphanicerca bicornis
Aphanicerca bicornis är en bäcksländeart som beskrevs av Barnard 1934. Aphanicerca bicornis ingår i släktet Aphanicerca och familjen Notonemouridae. Inga underarter finns listade i Catalogue of Life.